# Un juny massa càlid
Un juny massa càlid (títol original en anglès: Hot Enough for June) és una pel·lícula britànica dirigida per Ralph Thomas i estrenada el 1964. Ha estat doblada al català.

## Argument
Nicholas Whistler, escriptor de llengua txeca a l'atur, pensa haver obtingut una feina anant a Praga per fer espionatge industrial. De fet, es troba amb el servei d'informació britànica. Camarada Simoneva, el seu bell contacte arribat darrere del teló d'acer, és també un agent txec. Per això, és immediatament nominada per la substitució involuntària de James Bond...

## Repartiment
- Dirk Bogarde: Nicholas Whistler
- Sylva Koscina: Vlasta Simoneva
- Robert Morley: Coronel Cunliffe
- Leo McKern: Simoneva
- Roger Delgado: Josef
- Derek Fowlds: el contact de Whistler aux toilettes
- Amanda Grinling: la secretària de Cunliffe
- Noel Harrison: Johnnie
- Philo Hauser: Vlcek
- John Junkin: l'employé du centre d'embauche
- Gertan Klauber: el technicien de la Czech Glass Factory
- Jill Melford: Lorna
- Derek Nimmo: Fred
- Richard Pasco: Plakov